# 승강기 운전원

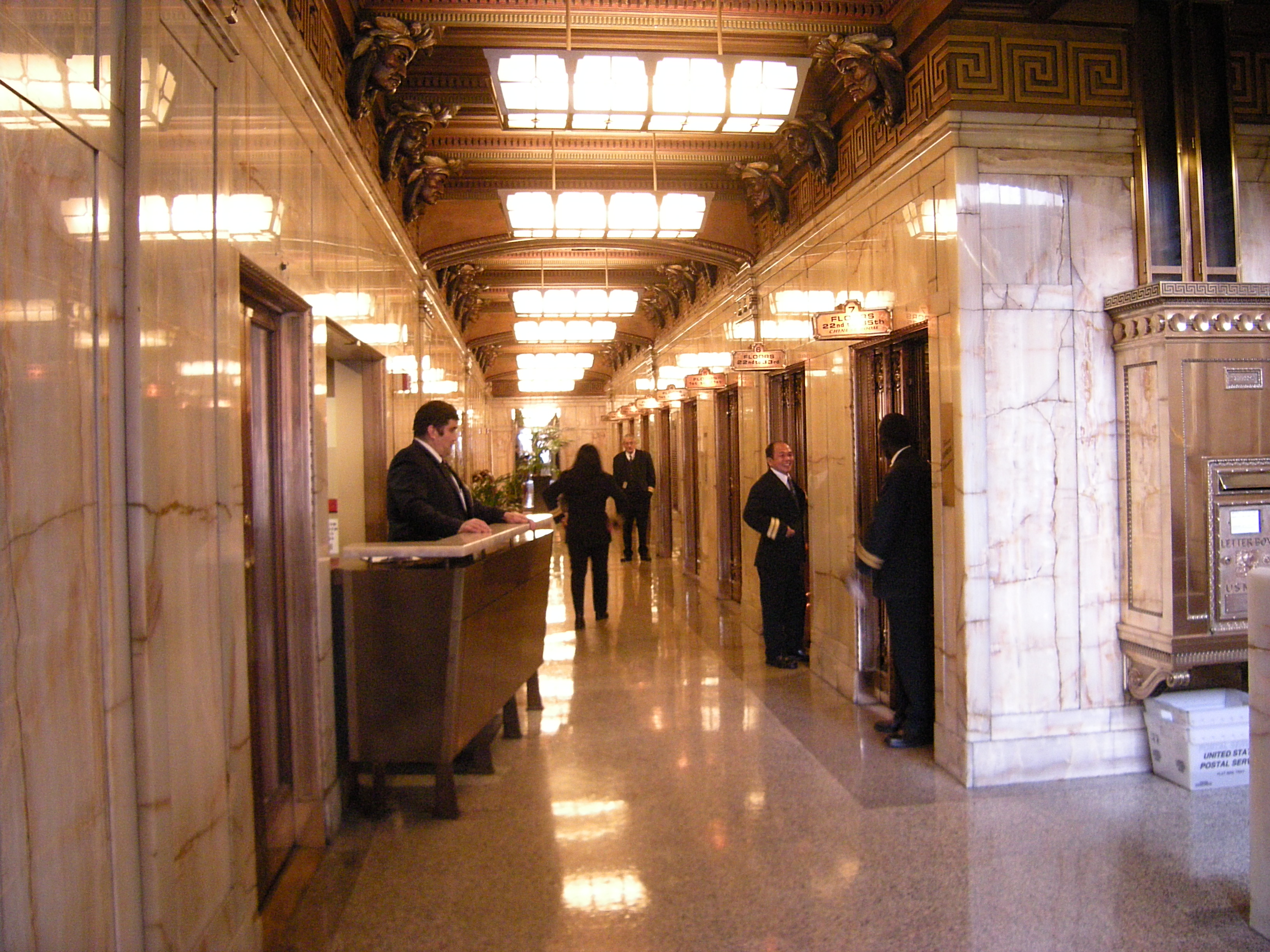
워싱턴주 시애틀에 위치한 스미스 타워의 남성 승강기 운전원들. 2008년.

승강기 운전원(昇降機運轉員)은 백화점 등의 엘리베이터에서 승강기의 조작이나 관내의 안내를 하는 종사자를 말한다. 보통 여성이 보조를 하기 때문에 엘리베이터 걸(elevator girl)이라고 부르기도 한다.